# ウォルター・オーウェン・ベントレー
ウォルター・オーウェン・ベントレー（Walter Owen Bentley 、W.O.、1888年9月16日－1971年8月13日）は自動車メーカーベントレーの創業者。エンジン技術者としてイギリスの自動車界の先駆者を務めた。

## 経歴
1888年9月16日にロンドン北部リージェントパーク近くで生まれた。生家は裕福で、子供の頃から大好きなスチームエンジンや鉄道模型に囲まれ何不自由なく育った。若い頃からエンジニアを目指し、その基礎知識を身につけるためクリフトン・カレッジに進んで物理学と化学を学んだ。卒業後はグレート・ノーザン鉄道にエンジニア見習いとして就職、同時にキングス・カレッジ・ロンドンで工学理論を学んだ。1910年にナショナル・モーター・キャブ・カンパニーに転職、この頃にはバイクレースにも興味を持ちマン島TTレースにも出場経験がある。しかしこの会社での仕事は単なるタクシーの整備であったため間もなく飽き足らなくなり、1912年に兄のホレース・ミルナー・ベントレーとともにフランス製自動車の代理店ラコック&フェルニーに転職、DFP（Doriot, Flandrin & Parant ）をベースにしたレースカー開発とワークスドライバーを兼任した。

### 航空機エンジンへの関与

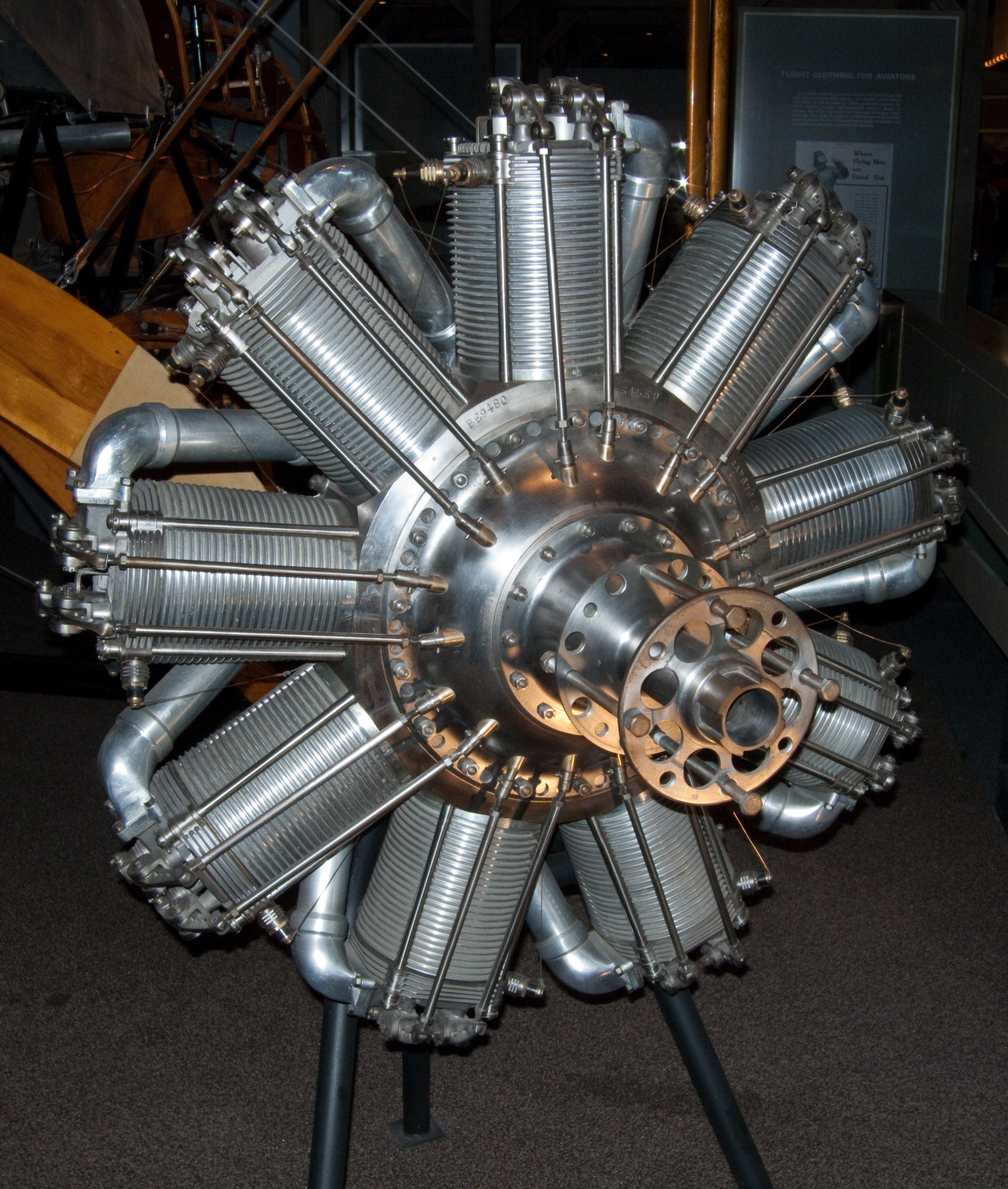
ハンバー製航空用エンジン

第一次世界大戦でイギリス軍から協力要請を受けて海軍航空隊所属の大尉となり、ロールス・ロイス製航空エンジンのアイデアとアルミニウム製ピストンのノウハウを提供し、サンビームにも同様に助言を行ない、また問題が多かったクレルジェ製航空エンジンの改良に努力した。ここで彼が設計したハンバー製エンジンはロータリーエンジンの中では最良の一台という評価を受けている。

### ベントレーの創業
第一次世界大戦後の1919年10月にF・T・バーゲスとH・バーレイをビジネスパートナーとして、ロンドン市内ベイカー・ストリート外れのニューストリート・ミューズに自ら自動車メーカーベントレーを起こした。ギアトレーン駆動DOHC4バルブデスモドロミックを採用していた1912年製グランプリプジョーと、ベベルギアヴァーチカルシャフトカム駆動SOHC4バルブの1914年製グランプリメルセデスを参考にEXP1、EXP2、EXP3の試作車を経て1921年からベントレー・3リットルを量産しイギリススポーツカー界の名門となったがオーバークオリティであり、経営が苦しくなって1931年または1932年にロールス・ロイス傘下に入った。

### ラゴンダへの移籍
保守的なロールス・ロイスの中で実力を発揮する場はなくヘッドハンティングによりラゴンダに移籍したがラゴンダは1948年にアストンマーティンと合併、アストンマーティンの初期エンジン設計を担当することとなった。